# Stacie Anaka
Stacie Jillian Anaka (ur. 5 września 1987) – kanadyjska zapaśniczka, wicemistrzyni świata.
Startuje w stylu wolnym w kategorii wagowej do 67 kg. Srebrna medalistka mistrzostw świata z Budapesztu. Brązowa medalistka na uniwersjadzie w 2013, jako zawodniczka Simon Fraser University. Złota medalistka mistrzostw panamerykańskich w 2013. Ósma w Pucharze Świata w 2012. Trzecia na MŚ juniorów w 2007 roku.